# Kredietbeoordelaar
Een kredietbeoordelaar, ook wel aangeduid met de Engelse term credit rating agency en afgekort tot CRA, is een bedrijf dat de kredietwaardigheid beoordeelt van uitgevende instellingen van bepaalde vormen van schuldbewijzen (obligatieleningen), alsmede de schuldbewijzen zelf. In de meeste gevallen zijn het bedrijven, banken, nationale en lokale overheden, en non-profitorganisaties die effecten uitgeven die kunnen worden verhandeld op een secundaire markt.
De kredietbeoordelaars schatten aan de hand van scenario's en risicomodellen in hoe groot de kans is dat een land, bank of een bedrijf failliet gaat en zijn schulden niet meer terug kan betalen. Dit moet volgens een vaste methodologie geschieden, die gepubliceerd en bijgehouden dient te worden. De uitkomst van die analyse bepaalt welke kredietstatus een land of bedrijf krijgt. Kredietbeoordelaars geven aan belenende organisaties een 'rapportcijfer' dat een obligatierating oftewel kredietcode wordt genoemd.
De invloed van de obligatieratings is zeer groot. Beleggers zoals pensioenfondsen, verzekeraars, banken en particulieren lenen hun geld makkelijker en tegen een lagere rente uit aan overheden en bedrijven met een goede rating, om zeker te zijn van rente en terugbetaling. De oordelen van de kredietbeoordelaars zijn daarmee van groot belang voor overheden met hoge schulden. De kredietcodes van de kredietbeoordelingsbureaus zijn voor beleggers het voornaamste houvast om risico’s te kunnen inschatten. Wanneer kredietbeoordelingsbureaus hun ratings bijstellen en grote groepen beleggers daar op reageren door beleggingen te verkopen kan dit een zelfversterkend effect hebben. Dat is zeker het geval wanneer beleggers bijvoorbeeld contractueel gebonden zijn aan het aanhouden van beleggingen met een bepaalde veilige minimumrating. Dit laatste is bij pensioenfondsen bijvoorbeeld soms het geval.  
Omdat de invloed van een rating zo groot is, is de activiteit van kredietbeoordelaars in de belangrijkste jurisdicties gereguleerd. Voor de Europese markt zijn de spelregels voor kredietbeoordelaars vastgelegd in Europese verordening 1060/2009, waarbij de toezichthoudende taak toevalt aan ESMA. Toezichthouders in andere landen zijn respectievelijk SEC (VS), FSA (VK) en FINMA (Zwitserland). Deze regelgeving spitst zich vooral toe op onafhankelijkheid, consistentie en zorgvuldigheid in het ratingproces, robuustheid van de organisatie, en het voorkomen van tegenstrijdige belangen die de ratings zouden kunnen beïnvloeden. Europese verordening 1060/2009 bevat tevens een separate civiele aansprakelijkheid wanneer een partij schade meent te hebben geleden door een onjuiste rating. 
De bekendste kredietbeoordelaars zijn de Grote Drie: Fitch Ratings, Moody's en Standard & Poor's (S&P). Zij zijn begin 20e eeuw ontstaan om grote beleggers meer duidelijkheid te geven over investeringen in de spoorwegen. Tegenwoordig hebben zij meer dan 90 procent van de westerse markt in handen. Voor de kredietcrisis, waarbij kredietbeoordelaars onder zware kritiek kwamen te staan, bedroeg dit gezamenlijk marktaandeel zelfs 98 procent. Andere kleinere kredietbeoordelaars zijn Dagong Global Credit Rating (China), DBRS (Canada), Morningstar (VS) en Scope Ratings (Europa). De Europese markt is sterk geconcentreerd met een Herfindahl-Hirschman Index rondom de 4,000. Deze situatie wordt door (mededingings)autoriteiten als ongewenst gezien en mede ingegeven door klachten over hoge kosten of berekening van onnodige extra kosten. 
In het verleden werden de kredietbureaus door de investeerders betaald, sinds de Tweede Wereldoorlog worden zij gefinancierd door de overheden en bedrijven die financiers willen aantrekken en daarvoor een rating behoeven. Ook komt het voor dat bedrijven een rating betreffende een derde partij vragen over wie zij meer informatie willen betreffende de kredietwaardigheid. Verder wordt de rating van SPV's aangevraagd door de arranger of originator, hoewel soms uit de transactie betaald. Anderzijds komt het ook voor dat een kredietbeoordelaar een partij ongevraagd beoordeelt, om het marktbereik te vergroten. Overigens dienen de kosten van een kredietbeoordelaar gebaseerd te zijn op werkelijk gemaakte kosten, en dienen ze verder fair, transparant en niet discriminatoir te zijn. Tevens mogen eventueel uitstaande rekeningen of de omvang van de diensten geen invloed hebben op de rating. Naast ratings kan een kredietbeoordelaar allerlei aanvullende of overige (niet-gereguleerde) diensten verlenen zoals het verstrekken van onderzoeksrapporten, portfolio-analyse, ESG analyse, etc.
In 2003 kwam er voor het eerst kritiek omdat de energiereus Enron tot het faillissement een hoge rating behield. Bij het uitbreken van de kredietcrisis gebeurde dit opnieuw toen de pakketten met hypotheken ondanks een hoge beoordeling toch zwaar giftig bleken.
Andersom gebeurde recenter: december 2009 besloot Fitch de rating van Griekenland onverwacht te verlagen. Prompt liepen de tarieven voor Griekenland om zijn schulden te financieren op. Al gauw werden de beoordelaars als boeman afgeschilderd in de eurocrisis terwijl deze toch door jarenlang wanbeleid en gesjoemel met cijfers was ontstaan.
De Chinese tegenhanger van deze Amerikaanse beoordelaars is Dagong Global Credit Rating. Zij verlaagden al twee keer de rating van Amerikaanse obligaties voordat S&P dat op 5 augustus 2011 voor het eerst deed.
Op 15 maart 2022 (met effect per 15 april 2022) verbood de EU het verstrekken van ratings voor zowel Rusland als bedrijven met een Russische UBO, naar aanleiding van de Russische inval in Oekraïne. Het Europese Scope Ratings was op 17 maart 2022 de eerste kredietbeoordelaar die hieraan gehoor gaf en de rating van Rusland introk na deze te hebben verlaagd.